# Vindomora

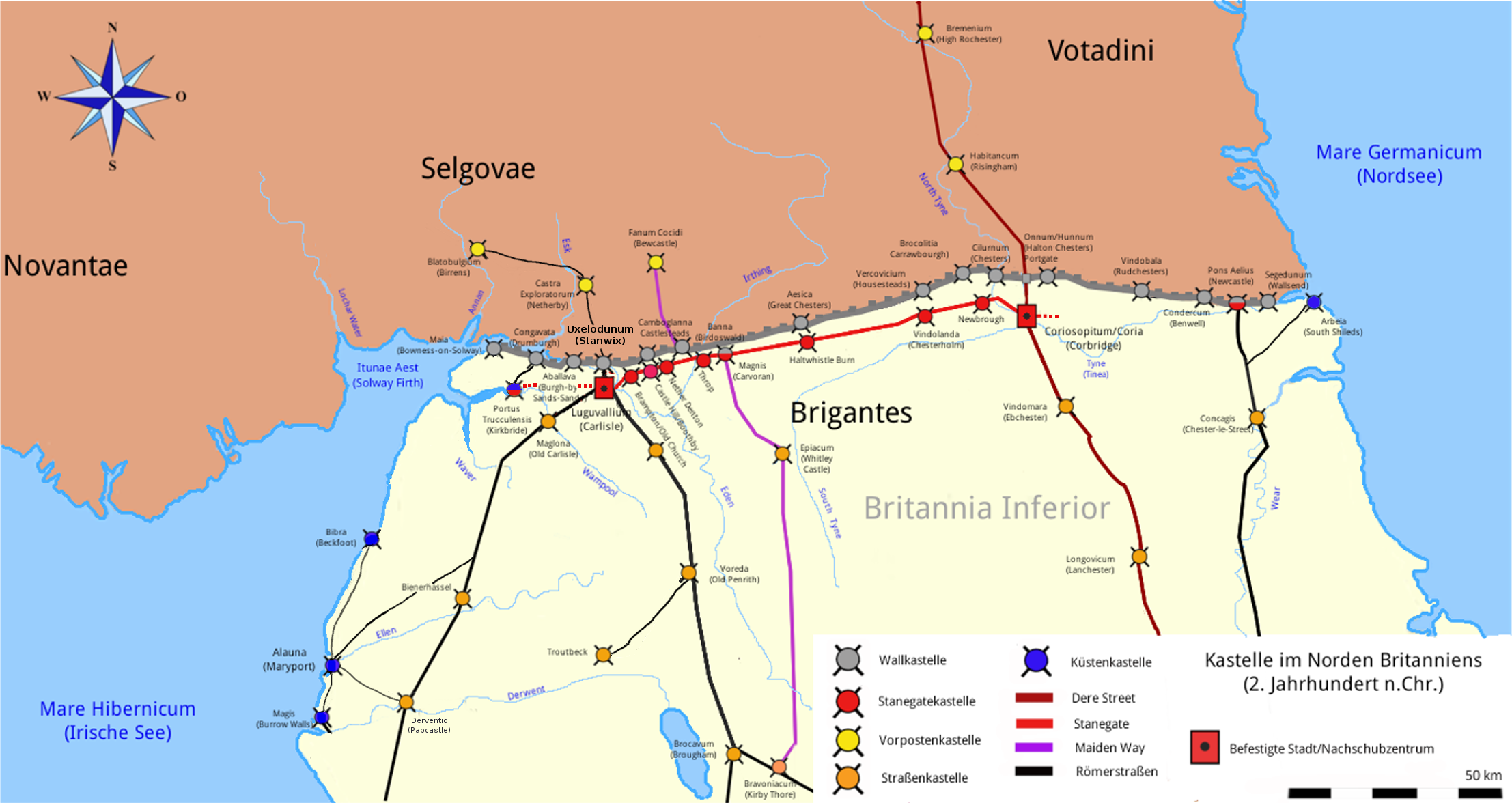
Lageskizze der Kastellstandorte im Norden Britanniens

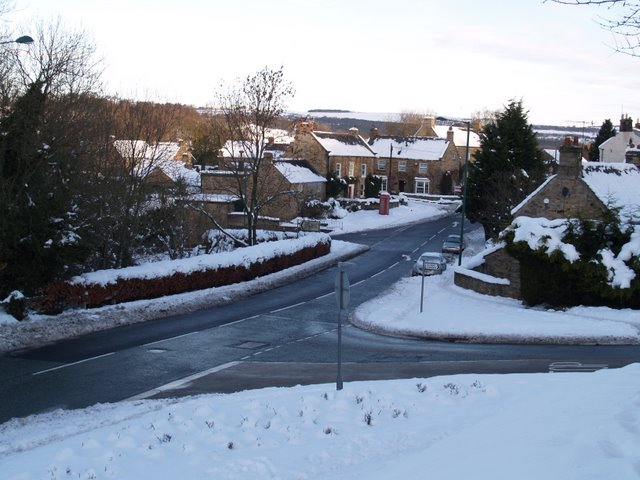
Blick auf Ebchester

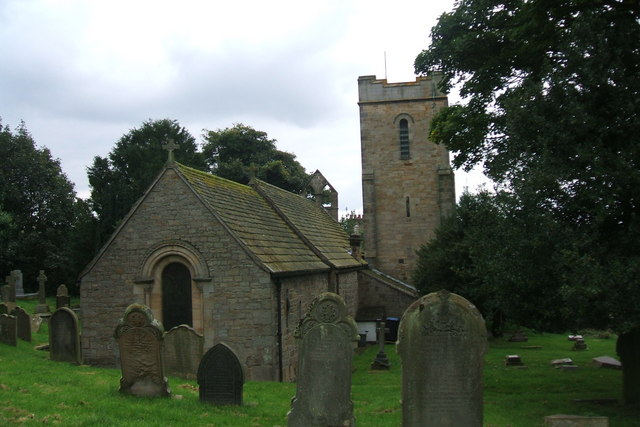
Die St. Ebba’s Church markiert die SW-Ecke des ehemaligen Kastells

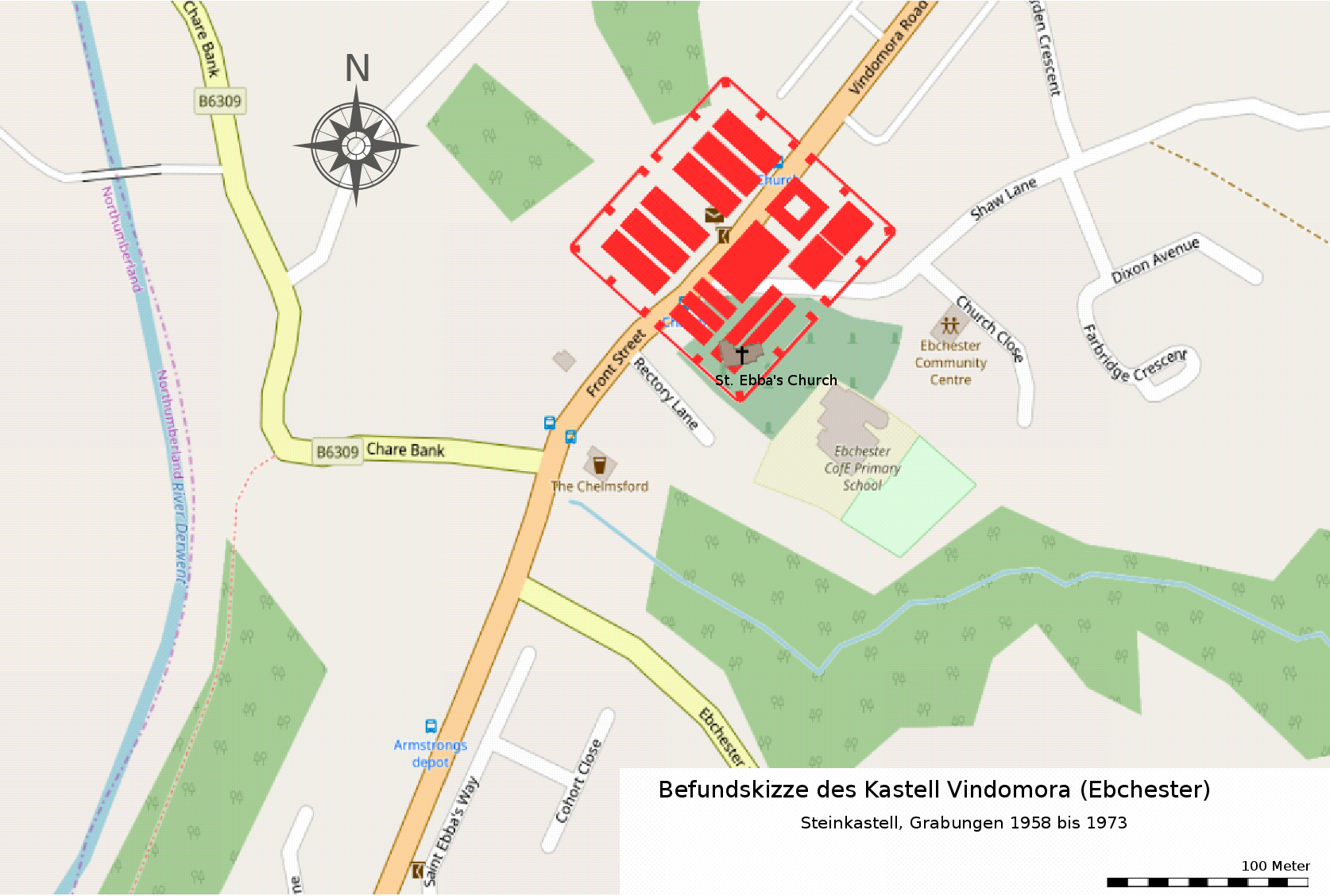
Befundskizze des Steinkastells

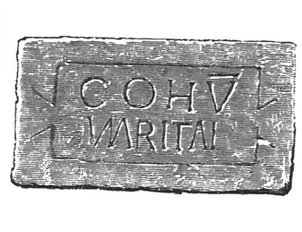
Bauinschrift der Zenturie des Martialis

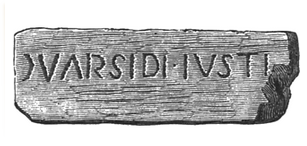
Bauinschrift der Zenturie des Varsidius Justus

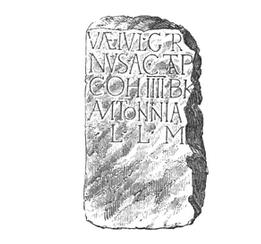
Minervaaltar des Julius Graminus

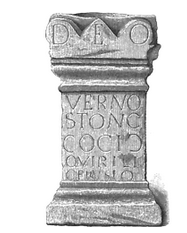
Cocidiusaltar des Virilis

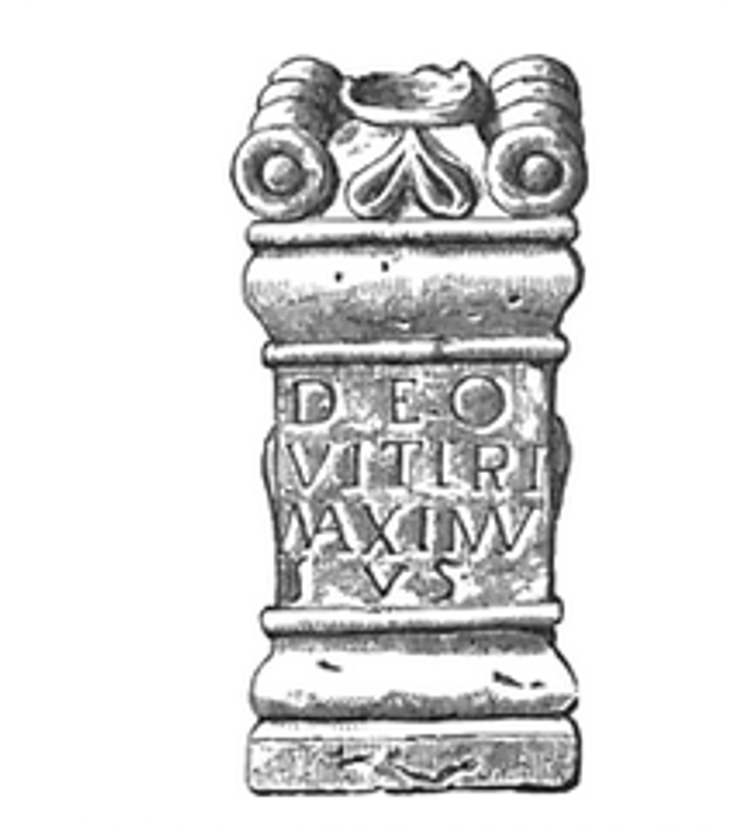
Altar des Maximus für Vitiris

Vindomora war ein römisches Hilfstruppenkastell und befand sich auf dem Gebiet der heutigen Ortschaft (Parish) Consett, Ortsteil Ebchester, County Durham, England.
Ausgrabungen im 19. und 20. Jahrhundert deckten die Überreste einer mehrphasigen römischen Festung auf. Sie sicherte die Dere Street, eine wichtige Nord-Süd-Verbindung im römischen Britannien. Der Standort des Vicus ist ebenfalls bekannt. Ein Großteil des Kastellareals wurde durch Überbauung zerstört.

## Name
Der Name Vindomora wird nur in einer einzigen antiken Schriftquelle, im Itinerarium Antonini erwähnt. Er stammt eindeutig aus der kelto-britischen Sprache. Der Begriff Vindo (= weiß) ist oft dort zu finden, wo sich Keltenstämme angesiedelt hatten. Das Suffix -mora wurde lange fälschlicherweise als aus dem lateinischen stammend (= „schwarzes Moor“) interpretiert. Vielleicht aufgrund der Ähnlichkeit von „-mora“ mit dem lateinischen maura (= schwarz/dunkel oder auch am Ende des Hügels). In diesem Fall steht es aber wohl für ein Binnengewässer, das dort vielleicht ursprünglich vorhanden war, entweder eine markante Verbreiterung des Flussbettes oder ein kleiner See. Heute tendiert man in der Forschung dazu, dass Vindomora „Der Platz am klaren Wasser“ bedeutet.
Es gab einige Versuche zu beweisen, dass das erste Element des heute gebräuchlichen Ortsnamens auch aus dem lateinischen stammt. Aber es wäre möglich, dass es auch von einem Personennamen, nämlich dem der heiligen Ebba, herrührt. Die Silbe „Eb“ in Ebchester könnte aber auch eine Ableitung aus dem angelsächsischen sein (= „oben“). Vindomora stand auch tatsächlich auf einer Uferterrasse über dem Derwent. Der zweite Teil leitet sich vom altenglischen Wort für Befestigung ab. Die Angelsachsen bezeichneten einen mit einer Mauer umwehrten Platz als Chester ([ˈtʃɛstə]).

## Lage
Ebchester befindet sich am südlichen Ufer des Derwent, nördlich von Consett, 19 km westlich von Newcastle upon Tyne, zwischen Coriosopitum (Corbridge) und Longovicium (Lanchester) im Süden. Der Wall selbst ist etwa 21 km entfernt. Das Kastellareal liegt auf einem langgestreckten, nach Norden abfallenden Uferplateau im Flusstal des Derwent, der die Grenze zwischen den Grafschaften Durham und Northumberland markiert. Laut dem Itinerarium Antonini lag Vindomora am Beginn von Iter (Route) I, 19 römische Meilen von Vinovium (Binchester) und 14 Meilen von Corbridge entfernt, Iter I startete etwa 20 Meilen hinter Corbridge beim Vorpostenkastell Bremenium (High Rochester). Nahe dem Kastell führte die Dere Street vorbei, eine wichtige Fernverkehrsverbindung in den Norden der Insel, die u. a. Eburacum (York) und Coriosopitum mit dem Hadrianswall verband. Bei Ausgrabungen fand man ca. 500 Meter südlich des Kastells Spuren einer schmalen, 3 Meter breiten römischen Straße und mutmaßlichen Brücke über den Derwent. Man nimmt an, dass es sich hierbei um die Trasse der Dere Street handelt. Eine weitere römische Straße verband den Ort vermutlich mit Washing Wells (Wickham, Tyne and Wear), ihre Reste wurden bislang aber nicht entdeckt. Eine weitere Straße führte nach Whittonstall im Nordwesten und dann möglicherweise weiter nach Corbridge und Hexham. Andere Straßenbelagfunde nahe dem Cong Burn in der Nähe von Concangis (Chester-le-Street) im Osten deuten darauf hin, dass diese beiden Kastellstandorte durch eine Straße und eine Brücke über den Cong Burn miteinander verbunden waren. Die Region um Ebchester gehörte zur Provinz Britannia Inferior.

## Forschungsgeschichte
Das Kastellareal ist nur teilweise erforscht. Im Vicus wurden bislang keine Grabungen vorgenommen. Die Mauerreste des Kastells wurden 1722 in William Camden's Britannia (Ausgabe Gibson) als „eine römische Station, ungefähr 200 Yards im Quadrat messend mit einem großen Vorort“, erwähnt. Vermutlich handelt es sich dabei um eine Beschreibung der Reste des Lagervicus. Kleinere Ausgrabungen fanden in den Jahren 1876, 1886, 1936, von 1958 bis 1959, von 1962 bis 1963, 1964, 1968 und 1972–1973 statt. In den 1950er Jahren stieß man auf ein einfach gearbeitetes Bodenmosaik. Der einzige weitere Beweis für die Existenz des Lagerdorfs war die Entdeckung römischer Münzen und Mauerzüge während einer Grabung südlich des Kastells, auf dem Friedhof von St. Ebba, im Jahre 1960. Das Badehaus wurde 1962 teilweise ausgegraben. Seit den Untersuchungen von 1972 bis 1973 wurden keine größeren Ausgrabungen mehr unternommen. Ein Fragment eines Grabsteins wurde 1986 bei der Molkerei entdeckt, dabei wurden auch Mauerzüge des Kommandantenhauses zerstört. Einige römische Altäre und Reliefsteine sind in der Kirche eingemauert. Im Juli 2006 führte die North Pennines Archaeology Ltd. eine archäologische Untersuchung am Areal der Ebchester Grundschule durch.

## Entwicklung
Die Region um Ebchester dürfte, nach dem Fund einer Axtklinge zu schließen, schon seit dem Neolithicum besiedelt gewesen sein. Vindomora selbst wurde später von Angehörigen des kelto-britischen Stammes der Briganten gegründet. Der Ort wurde schon wenige Jahre nach der Invasion der Römer besetzt. Die Festung entstand, als die Dere Street nördlich von Eburacum bis nach Coriosopitum erweitert wurde. Zwischen 69 und 117 n. Chr. stand hier ein Holz-Erde-Kastell, das etwa um 150 in ein Steinkastell umgebaut wurde. Das Lager diente über 300 Jahre als Etappenstation auf der Route in den Norden Britanniens. Sobald hier eine Garnison dauerhaft stationiert war, entwickelte sich unter ihrem Schutz außerhalb der Kastellmauern rasch eine Zivilsiedlung. Die Ausgrabungsfunde zeigten, dass Vindomora zwei Besetzungsphasen durchlief. Nach der ersten, flavisch bis frühhadrianisch, wurde das Kastell verlassen und erst wieder ab der mittelantoninischen Herrschaftsperiode bis in die Spätantike vom Militär genutzt. Die Besatzung des Kastells sicherte eine Straßenkreuzung, von der aus man auch eine gute Sicht auf den Fluss und nach Osten hatte. Vermutlich war es bis zum Ende des 4. Jahrhunderts mit regulären Soldaten besetzt. Nach dem Abzug der Römer bis 410 war das Gebiet um Ebchester anscheinend wieder für längere Zeit unbewohnt. In der Zeit nach 420 waren die ehemaligen römischen Provinzen Britanniens schon weitgehend in Kleinkönigreiche und Stammesterritorien zerfallen. Die Dere Street blieb dennoch bis ins 19. Jahrhundert die wichtigste Nord-Süd-Verbindung auf der britischen Insel. Es ist wahrscheinlich, dass die Kastellruine spätestens ab dem 7. Jahrhundert neu besiedelt wurde. Die normannische Pfarrkirche, heute das älteste noch bestehende Gebäude von Ebchester, war der Äbtissin und Heiligen Æbbe, der Tochter des König Æthelfrith von Bernicia geweiht. Ihre Bausubstanz stammt größtenteils aus dem späten 12. Jahrhundert. Für ihre Fundamente wurden offensichtlich römische Steine herangezogen. Leider gibt es diesbezüglich keine schriftlichen Quellen, die ein früheres Gründungsdatum überliefern.

## Kastell
Vom Kastell ist heute nur mehr wenig zu sehen, da es fast komplett von später errichteten Gebäuden überbaut wurde. In Ebchester stößt man jedoch allerorten auf die Überreste der römischen Vergangenheit dieses Ortes. Altäre und Steine sind in Gärten, Häusern, Straßen, der Mains Farm und vor allem der Pfarrkirche verbaut. Reste der Umwehrung des Holz-Erde-Kastells sind noch auf einem Spielplatz an der Nordseite der Newcastle-Shotley-Bridge-Straße zu sehen, ebenso wie die der Südwestecke und eines Eckturms. Reste des – stark mit Gras überwucherten – Kastellwalls sind auch in der Nähe des Postamts sichtbar. Seine nördliche Ecke wurde bei Anlage eines Zauns beschädigt. Die Südseite des Lagers befindet sich auf dem St. Ebba Friedhof, die Südostseite ist als leichte Bodenwelle zwischen den Gräbern zu erkennen.
Obwohl es mehrmals untersucht wurde, ist seine Ausdehnung und das Aussehen seiner Gebäude nicht genau bekannt. Es handelte sich mit ziemlicher Sicherheit um ein im Stil des 1. und 2. Jahrhunderts errichtetes Kastell. Die bis dato (2018) vorgenommenen Untersuchungen der Archäologen haben gezeigt, dass das Kastell zwei strukturelle Bauperioden am Kastellwall und der Intervallum-Straße sowie mindestens sieben Bauphasen durchlief: Vier Holz- und drei Steinbauphasen. Es war nach Südwesten ausgerichtet, maß etwa 122 × 122 Meter und hatte einen rechteckigen Grundriss mit abgerundeten Ecken. Die Umwehrung war vermutlich mit vier innen angesetzten, quadratischen Ecktürmen und acht Zwischentürmen verstärkt. Das Kastell konnte durch vier Tore betreten werden, die jeweils mit zwei Flankentürmen gesichert waren. Die sechs Kasernenblöcke (contubernia) standen im Norden, ein oder zwei Getreidespeicher (horrea) und Werkstätten (fabrica) im Zentrum und im Westen des Areals. Das Lagerhauptquartier (principia) stand genau in der Mitte, das Kommandantenhaus (prätorium) östlich davon (Mains Farm). Die Principia befindet sich unter der Shaw Lane, unmittelbar vor dem Kirchhof. Zwei große kubische Sockel aus dem westlichen Portikus dieses Gebäudes dienen heute als Stützpfeiler für das Eingangstor des Friedhofs. Reste eines Gebäudes mit Apsis, Steinboden und Hypokaustheizung, wohl das Badehaus (ballineum) des Lagers, wurden bei den Ausgrabungen im Garten der Mains Farm aufgedeckt. Seine Überreste waren noch bis zu einer Höhe von 1,5 Meter erhalten. Es war bis ins 4. Jahrhundert in Betrieb. Zwei weitere Räume des Prätoriums wurden unter den Wirtschaftsgebäuden entdeckt und deuten darauf hin, dass das Haus möglicherweise einen zentralen Hof hatte, um den die einzelnen Räume angeordnet waren (Peristylhaus). Bei Anlage eines Abflusses wurden nordwestlich der Farmgebäude weitere Mauerzüge des Prätoriums entdeckt. Die Hauptstraße des Dorfes soll noch der Trasse der römischen Dere Street folgen, die Lanchester mit Corbridge verband. Die West-Ost-Lagerhauptstraße entspricht damit auch dem heutigen Verlauf der Front Street/Vindomora Road. Das Kastellareal steht unter dem Schutz des English Heritage (Ebchester Conservation Area).

## Garnison
Einige in Ebchester aufgefundene Inschriften nennen eine fünfte Kohorte als Erbauer des Lagers. Sie liefern aber leider keine Hinweise darauf, aus welcher der britischen Stammlegionen sie abkommandiert wurde. Auf den Inschriften werden auch die Namen der kommandierenden Zenturionen, die für die Bauarbeiten und die Reparaturarbeiten unter Kaiser Septimius Severus verantwortlich waren, angegeben. In zwei von ihnen wird der Zenturio Martialis erwähnt. Zwei andere Zenturionen dieser Kohorte sind ebenfalls namentlich bekannt: Valerius und Varsidius Justus.
Folgende Einheiten stellten entweder die Besatzung von Vindomora oder könnten sich für eine begrenzte Zeit dort aufgehalten haben:
| Zeitstellung           | Truppenname                                                                          | Beschreibung |
| ---------------------- | ------------------------------------------------------------------------------------ | --- |
| 3. Jahrhundert n. Chr. | Cohors Quartae Breucorum Antoninianae (die vierte Kohorte der Breuci, die Antoniner) | Diese Einheit ist die einzige nachweisbare Garnisonseinheit von Ebchester. Der Minervaaltar, auf dem diese Truppe erwähnt wird, stammt wahrscheinlich aus den Jahren zwischen 213 und 222. Die Inschrift war aber zu stark beschädigt, um dies zweifelsfrei beweisen zu können. Die Truppe war nominell eine 500 Mann starke Hilfstruppenformation aus Infanteristen und wurde ursprünglich aus Angehörigen des Stammes der Breuci aufgestellt, der in der Provinz Pannonia Inferior, genauer im Bosna-Tal, im Nordosten des heutigen Bosnien-Herzegowina, ansässig war. Sie war möglicherweise auch eine Zeitlang in Lavatris (Bowes, Durham) stationiert. Gestiftet wurde der Altar vom Zahlmeister (actarius) der Kohorte, Julius Graminus. Wahrscheinlich war sie auch für Restaurierungsarbeiten, die zur Zeit der Feldzüge des Severus im frühen dritten Jahrhundert vorgenommen wurden, verantwortlich. Ein Altar für den Schutzgeist des Lagers (genius loci) wurde von einem ihrer Präfekten, Aurelius, gestiftet. |

## Vicus
Das Kastell war sicher auch von einer Zivilsiedlung umgeben, diese wurde bislang jedoch noch nicht untersucht.

## Kult und Religion
Die in Ebchester verehrten Götter schlossen sowohl römische als auch germanisch-keltische Götter ein. Zwei dort aufgefundene Altäre sind dem germanischen Gott Vitiris gewidmet. Die römischen Götter Mars und Minerva wurden ebenfalls in Vindomora verehrt. Ein von einem gewissen Virilis Germanicus gewidmeter Altar nennt den Cocidius Vernostonus, offenbar eine Verschmelzung zweier germanischer Götter. Ein Mann namens Maximus ließ einen Altar für den Gott Vitiris anfertigen, um damit ein Gelübde zu erfüllen.